# Hermann Schubert (homme politique)
Pour les articles homonymes, voir Hermann Schubert (homonymie).
Hermann Schubert, né le 26 janvier 1886 à Lengefeld (Royaume de Saxe) et mort le 22 mars 1938 en Union soviétique, était un homme politique allemand, membre du Parti communiste d'Allemagne (KPD). Il est également connu sous son pseudonyme « Max Richter ».

## Biographie
Fils d'ouvrier, Schubert étudie à l'école élémentaire puis travaille en tant que mineur et métallurgiste. En 1907 (ou en 1912 selon d'autres sources), il s'installe à Leipzig et devient membre du Parti social-démocrate d'Allemagne (SPD). En 1917, il rejoint le Parti social-démocrate indépendant d'Allemagne (USPD), puis devient membre du Parti communiste d'Allemagne (KPD) en 1920. Au début des années 1920, il est l'un des premiers Allemands à être envoyé à l'École internationale Lénine de Moscou.
Schubert est secrétaire syndical à Suhl à partir de 1922 et est délégué des 8e assises du KPD à Leipzig en 1923. Schubert joue un rôle déterminant dans les insurrections armées en Thuringe en 1923. En 1924, il est arrêté puis évadé de la prison de Suhl grâce à une attaque entreprise par quelques de ses camarades de parti le 27 avril 1924.
En mai 1924, Schubert candidate pour son parti dans la 12e circonscription électorale de Thuringe est élu au Reichstag de la république de Weimar. Au mois de juillet de la même année, il met un terme à son mandat au Reichstag et s'exile illégalement dans la Ruhr et devient secrétaire de parti à Bochum. Malgré l'utilisation de faux-papiers, il est à nouveau arrêté le 21 octobre 1924. Élu au Parlement prussien au mois de décembre, il est libéré en janvier 1925. Jusqu'en 1928, il est secrétaire syndical à Essen. Il est réélu au Parlement prussien et y reste jusqu'en 1933. Parallèlement, Schubert est secrétaire de parti par intermittence à Hambourg ainsi que "Polleiter" (Leiter der Abteilung Politik) à l'administration des collectivités locales du KPD dans l'arrondissement de Hamburg-Wasserkante. Après un court séjour à Berlin, il devient Polleiter de la province de Prusse-Orientale en mars 1929.
Depuis 1932, il est membre du bureau politique du KPD. En tant que syndicaliste, il est également membre de plusieurs comités d'entreprise.
Lorsque les national-socialistes prennent le pouvoir, Schubert se joint au mouvement communiste clandestin allemand durant quelques mois ; comme convenu avec Ernst Thälmann peu avant l'arrestation de ce dernier en 1933, Hermann Schubert devient notamment Président du Parti communiste d'Allemagne, alors illégal, à Berlin. Pour des raisons de sécurité, Schubert s'enfuit à Prague, puis en Sarre et enfin à Paris. En décembre 1934, il s'exile à Moscou avec d'autres dirigeants du KPD. Là, il devient le représentant de l'aile gauche du KPD, qualifiée de « sectaire » en opposition aux politiques de Walter Ulbricht et de Wilhelm Pieck. De 1933 à 1935, Schubert joue un rôle décisif dans l'expatriation de plusieurs membres du Parti communiste d'Allemagne. Jusqu'en août 1935, Schubert est représentant du KPD auprès du comité exécutif de l'Internationale communiste. À la suite du 7e congrès mondial de l'Internationale, il quitte le comité central de l'organisation et est relégué à un poste au sein du Secours rouge international. Le 15 mai 1937, Hermann Schubert est arrêté dans le cadre de l'épuration stalinienne. Il est condamné à mort le 22 mars 1938 et est fusillé le jour-même,.
En mai 1938, il est déchu de sa nationalité allemande à titre posthume par le régime national-socialiste.